# John Maitland, vévoda z Lauderdale
John Maitland, vévoda z Lauderdale (John Maitland, 1st Duke of Lauderdale, 1st Marquess of March, 2nd Earl of Lauderdale, 1st Earl of Guildford, 2nd Viscount Maitland, 2nd Baron Thirlestane, 3rd Baron Maitland of Thirlestane, 1st Baron Petersham) (24. května 1616 – 24. srpna 1682) byl skotský státník ze šlechtického rodu Maitlandů. V době anglické revoluce byl stoupencem Stuartovců, v letech 1651-1660 byl vězněn, po obnovení monarchie patřil k nejvlivnějším poradcům Karla II. Přes dvacet let byl státním sekretářem pro Skotsko (1660-1681), získal titul vévody a stal se rytířem Podvazkového řádu, zastával také řadu dalších funkcí. Byl schopným státníkem, ale jako přívrženec stuartovského absolutismu neměl podporu veřejnosti. Na své postavení rezignoval až krátce před smrtí ze zdravotních důvodů. Titul vévody zanikl jeho úmrtím, na potomstvo bratra Charlese přešel titul hraběte z Lauderdale, současným představitelem rodu je Ian Maitland, 18. hrabě z Lauderdale (*1937).

## Kariéra

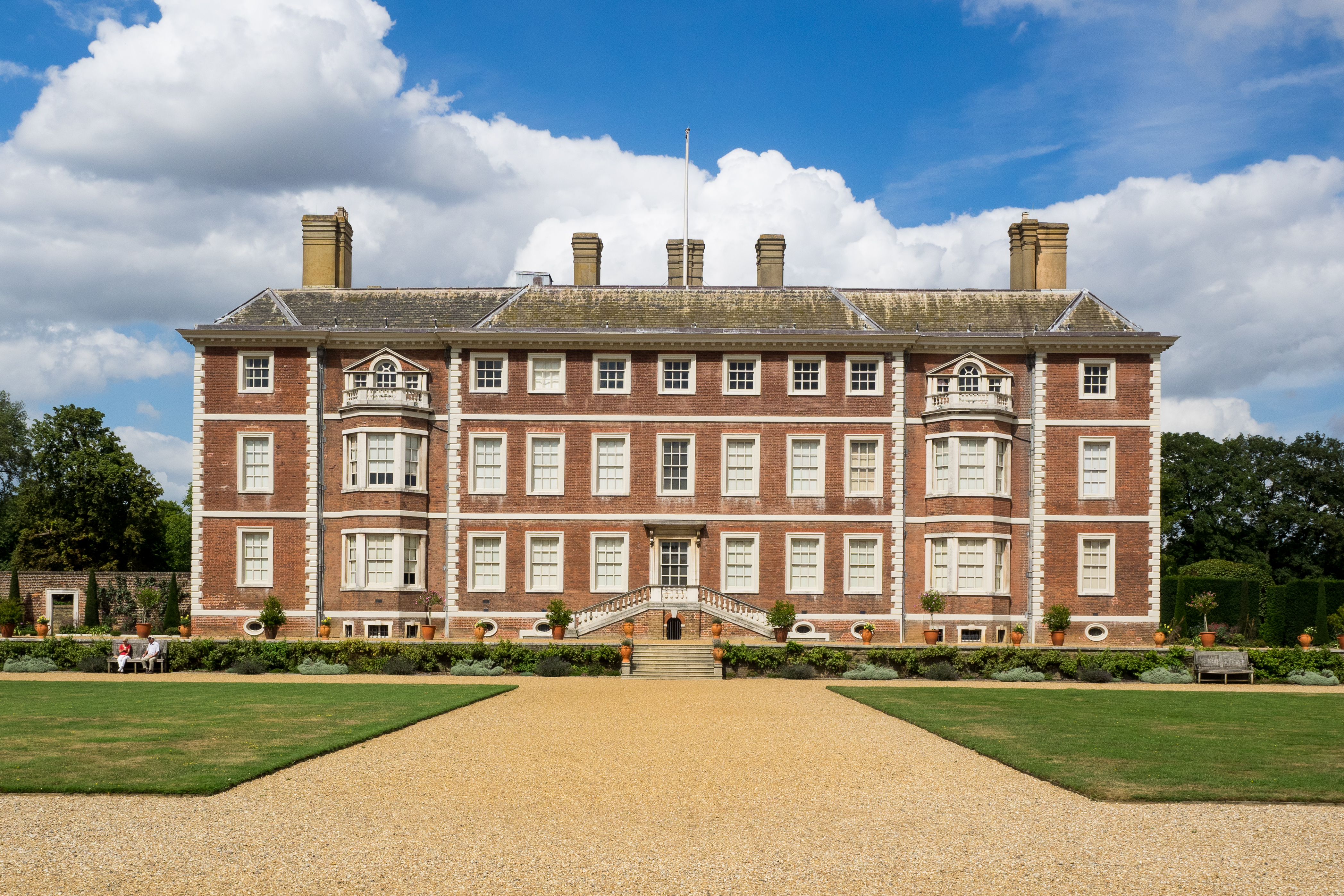
Londýnský palác Ham House, sídlo vévody z Lauderdale

Pocházel z významné skotské rodiny, byl synem 1. hraběte z Lauderdale, předsedy skotského parlamentu. Na počátku občanské války vedl politická jednání ve prospěch Karla I., později jeho syna Karla II. V roce 1644 byl jmenován členem anglické a skotské Tajné rady, krátce byl poslancem skotského parlamentu, v roce 1645 po otci zdědil titul hraběte se skotským peerstvím. Jako přední stoupenec skotských royalistů byl v letech 1651–1660 vězněn, po propuštění odjel do Nizozemí, kde se připojil k exilovému dvoru Karla II. Po obnovení monarchie se stal královským komořím (1660), v letech 1660-1681 byl státním sekretářem pro Skotsko. V letech 1669, 1670 a 1672 byl královským komisařem u skotského parlamentu, zastával také funkce ve správě obchodu, kolonií a námořnictva (člen státní rady pro obchod 1668–1672, člen státní rady pro kolonie 1671–1672, člen státní rady pro obchod a kolonie 1672–1674, lord admirality 1673–1679). Mezitím se ve Skotsku stal prezidentem Tajné rady (1672–1681).
V letech 1670–1674 patřil k ministerstvu známému pod názvem cabal, v roce 1672 získal skotský titul vévody z Lauderdale, v roce 1674 obdržel titul hraběte z Guildfordu s členstvím v anglické Sněmovně lordů, v roce 1672 byl navíc jmenován rytířem Podvazkového řádu. Po pádu mocenského uskupení cabal byl jediný, kdo si nadále udržel své postavení, pouze opustil Londýn a svůj post státního sekretáře odjel vykonávat přímo do Skotska. Jako přední stoupenec stuartovského absolutismu a kontroverzní politická osobnost byl u veřejnosti značně neoblíben. Několik pokusů o jeho odvolání ze strany parlamentu bylo neúspěšných, odstoupil sám až v roce 1681 ze zdravotních důvodů.

## Rodina

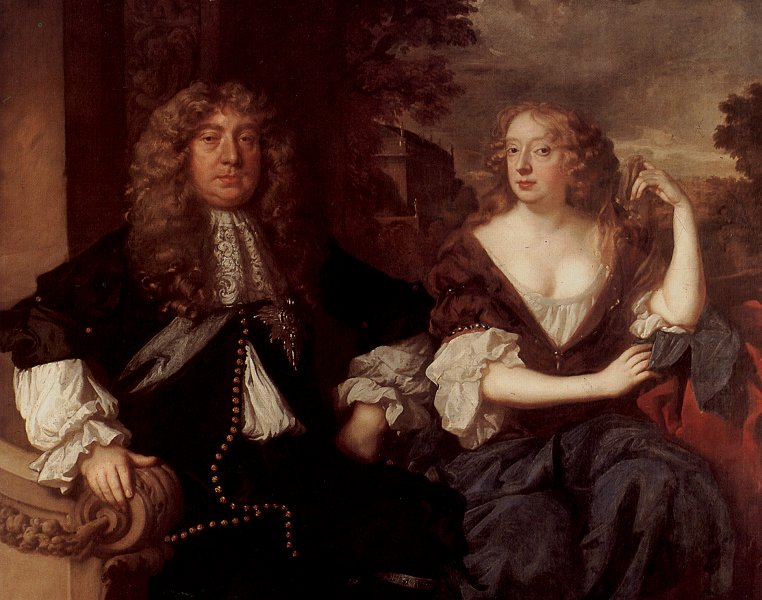
Vévoda z Lauderdale se svou druhou manželkou Elizabeth Murray

Poprvé byl ženatý s Anne Home (1621–1672), dcerou 1. hraběte z Home, podruhé se oženil s Elizabeth Murray (1626–1698), dcerou 1. hraběte z Dysartu. Z prvního manželství měl dceru Mary (1646–1702), provdanou za 1. markýze z Tweeddale. Druhým sňatkem získal londýnský palác Ham House, který nechal přestavět. Po jistou dobu zde žil také zeť jeho druhé manželky vévody z Argyllu a v Ham House se narodili druhý a třetí vévoda z Argyllu.
Jeho mladší bratr Charles Maitland (1620–1691) byl dlouholetým poslancem skotského parlamentu a skotským nejvyšším mincmistrem. Po bratrově pádu ztratil své postavení a za zpronevěru ve státních úřadech byl odsouzen k vysokým pokutám. Po bratrově smrti se stal dědicem titulu hrabat z Lauderdale (1682).